# Cezar Paul-Bădescu
Cezar Paul-Bădescu (n. 7 august 1968, București) este prozator, scenarist și publicist român contemporan.

## Studii și activitate profesionala
A absolvit Facultatea de Litere din București în 1994. Un an mai târziu, absolvent al masteratului de Teoria literaturii și Literatură contemporană din cadrul aceleiași universități.
A coordonat cu Răzvan Rădulescu lucrările cenaclului Central, al Facultății de Litere din București. Membru activ al cenaclului Litere din Facultatea de Litere din București, condus de poetul și prozatorul, Mircea Cărtărescu. A fost redactor la revista Dilema, unde a coordonat în 1998 un număr dedicat lui Eminescu - număr care a stârnit numeroase reacții în presă, în Parlamentul României și pentru care lui Cezar Paul-Bădescu i s-au promis "plutoane de execuție" în revistele extremiste. A fost șeful Departamentului Cultură al ziarului Adevărul și redactorul-șef al suplimentului Adevărul literar și artistic. A realizat emisiunea Cartea cea de toate zilele la TVR 2. Este coscenaristul filmului Ana, mon amour, regizat de Călin Peter Netzer, adaptare cinematografică după romanul său, Luminița, mon amour.

## Volume publicate
- A debutat în antologia Tablou de familie, alături de Sorin Gherguț, Svetlana Cârstean, Răzvan Rădulescu, Mihai Ignat, T. O. Bobe, 1995
- A coordonat volumul Cazul Eminescu, editura Paralela 45, 1999
- A debutat cu volumul Tinerețile lui Daniel Abagiu, proză, Editura Polirom, 2004
- Luminița, mon amour, roman, Editura Polirom, 2006[2]
- Umbre pe ecranul tranziției, Editura Humanitas, 2013[3]
- Frica de umbra mea, Editura Polirom, 2019

## Volume colective
- Primul meu job, coord. de Florin Dumitrescu - Zoltán András, Artan, Ion Barbu, Petre Barbu, T.O. Bobe, Marius Chivu, Iulian Comănescu, Gianina Corondan, Marius Cosmeanu, Raluca Dincă, Luca Dinulescu, Florin Dumitrescu, Bogdan Iancu, Mihai Iordache, Lorena Lupu, Andra Matzal, Cezar Paul-Bădescu, Antoaneta Ralian, Costi Rogozanu, Dan Sociu, Ionuț Sociu, Bogdan-Alexandru Stănescu, Robert Șerban, Felix Tătaru, Luiza Vasiliu; Ed. Art, 2011;
- Cu ochii-n 3,14, cu ilustrații de Dan Stanciu, coord. de  Ana Maria Sandu - Magdalena Boiangiu, Tita Chiper, Marius Chivu, Adrian Cioroianu, Radu Cosașu, Adrian Damian, Cristian Ghinea, Stela Giurgeanu, Andrei Manolescu, Matei Martin, Patricia Mihail, Ruxandra Mihăilă, Cristian Munteanu, Cezar Paul-Bădescu, Matei Pleșu, Adina Popescu, Iaromira Popovici, Ana Maria Sandu, Simona Sora, Dan Stanciu, Mădălina Șchiopu, Alex. Leo Șerban, Cristina Ștefan, Ruxandra Tudor, Mircea Vasilescu, Luiza Vasiliu, Delia Verdeș-Radu; Ed. Humanitas, 2016;

## Premii
În anul 2000 a fost decorat de Președintele României cu medalia "Mihai Eminescu", pentru merite culturale deosebite.
- "Tablou de familie" a primit premiul pentru debut al revistei Tomis.